# Indice de dissimilarité

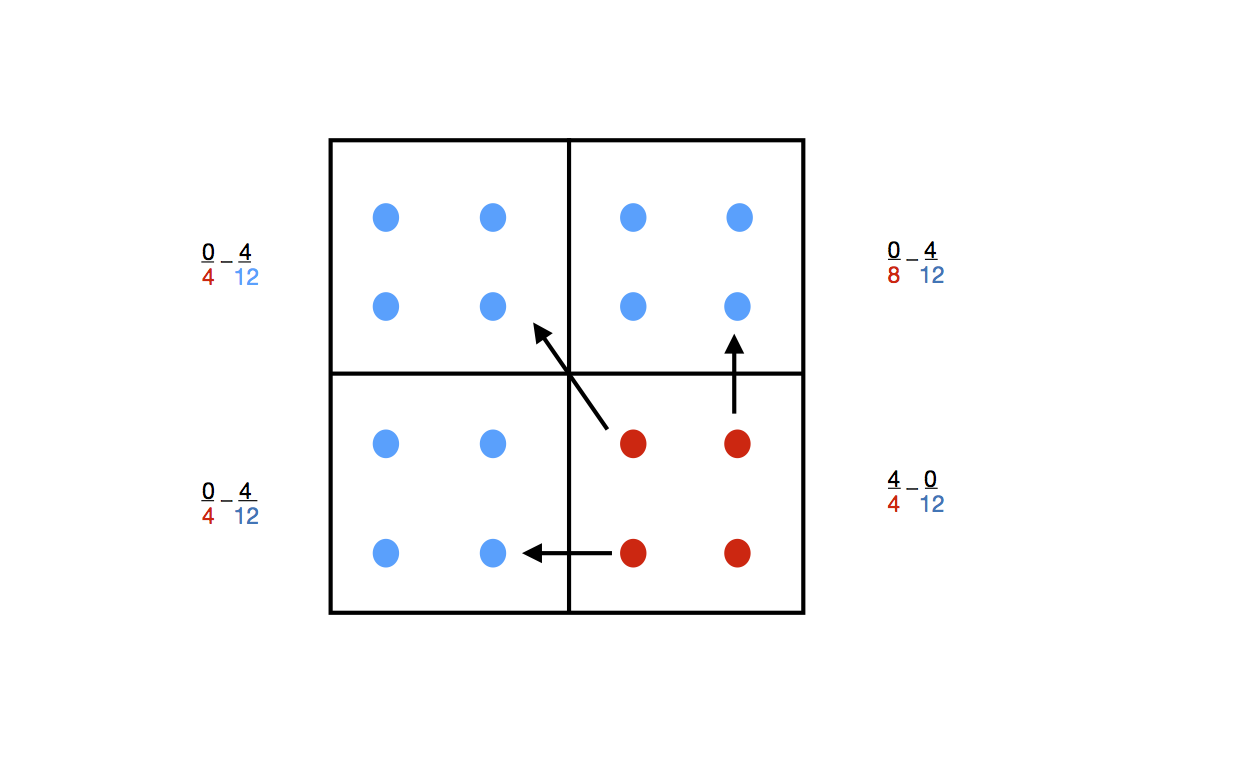
Les quatre aires du carré représentent des aires géographiques différentes. Deux populations (rouges et bleus) sont inégalement réparties dans ces aires géographiques. Pour chaque aire, on calcule la différence entre la proportion d'une population présente sur sa population totale et celle de l'autre population. L'indice de dissimilarité est la somme de ces différences multipliée par 0,5.

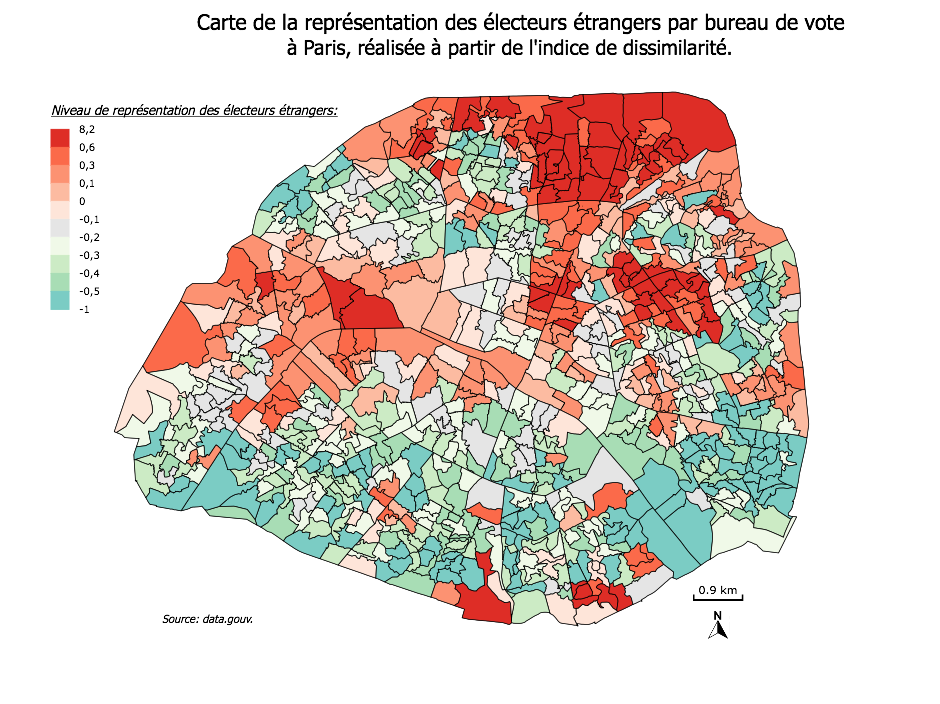
Cette carte donne une représentation spatiale de la répartition des populations étrangères dans les bureaux de vote à Paris.

Pour les articles homonymes, voir Dissimilarité.
L'indice de dissimilarité est un indice de mesure de la ségrégation proposé en 1955 par Otis Dudley Duncan et Beverly Duncan dans l'article « A Methodological Analysis of Segregation Index », paru dans la revue American Sociological Review. Il mesure la séparation spatiale de deux groupes différents et compare leur distribution à travers diverses unités spatiales. Autrement dit, si l'on considère une population A et une population B réparties dans différentes unités spatiales, il exprime la part de la population A ou B qui devrait se déplacer pour que les deux populations soient uniformément réparties dans chaque unité spatiale. Cet indice est notamment utilisé pour établir une mesure spatiale des ségrégations résidentielles et scolaires.
Mis en relation avec la courbe de Lorenz, l’indice de dissimilarité est égal à la distance verticale maximale séparant la diagonale d’équirépartition et la courbe de ségrégation.

## Formule
On peut le calculer selon la formule suivante :
{\displaystyle Id={\frac {1}{2}}\sum _{i=1}^{N}\left\vert {\frac {a_{i}}{A}}-{\frac {b_{i}}{B}}\right\vert }
où :
- ai = Population du groupe A dans l’unité spatiale i
- A = Population du groupe A dans l'ensemble spatial (regroupant toutes les unités spatiales)
- bi= Proportion du groupe B dans l’unité spatiale i
- B = Proportion du groupe dans l'ensemble spatial
- N = Nombre d’unités spatiales dans la ville[3].

Il varie de 0 à 1, où 0 correspond à une distribution parfaitement égale dans les unités spatiales et où 1 correspond à une distribution ségrégative maximale, donc où les deux groupes sont totalement séparés.